# Eli Craig
Elijah Matthew „Eli” Craig (ur. 25 maja 1972 w Los Angeles) – amerykański reżyser, scenarzysta, aktor i producent filmowy.

## Życiorys
Urodził się w Los Angeles w Kalifornii jako drugi syn aktorki Sally Field i Stevena Craiga, wykonawcy robót budowlanych. Jego starszy brat Peter Craig (ur. 10 listopada 1969) został pisarzem i scenarzystą. W 1975, kiedy miał trzy lata jego rodzice rozwiedli się. Z drugiego związku matki z producentem filmowym Alanem Greismanem, ma brata przyrodniego Samuela (ur. 2 grudnia 1987), który został muzykiem.
Jako pasjonat sportu na świeżym powietrzu, Craig przez kilka lat po studiach pracował jako instruktor Outward Bound. Poprowadził wycieczki wspinaczkowe szlakiem alpinistów na Mount Whitney, Aconcagua, Mount Rainier, Pico de Orizaba i Denali.
Najbardziej znany z takich produkcji jak The Tao of Pong (2004), Tucker i Dale kontra zło (2010) i Male zło (Little Evil, 2017).
5 września 2004 ożenił się z Sashą Williams, która grała postać Yellow w serialu Power Rangers Lightspeed Rescue. Mają dwóch synów: Noaha (ur. 2006) i Colina (ur. 2014).

## Filmografia
| Rok  | Tytuł                                              | Reżyser | Scenarzysta | Aktor         |
| ---- | -------------------------------------------------- | ------- | ----------- | ------------- |
| 1999 | Furia: Carrie 2 (The Rage: Carrie 2)               |         |             | Chuck         |
| 1999 | Deal of a Lifetime                                 |         |             | Kevin Johnson |
| 2000 | Kosmiczni kowboje (Space Cowboys)                  |         |             | młody Hawk    |
| 2004 | The Tao of Pong (film krótkometrażowy)             | T       | T           |               |
| 2005 | Racer Number 9                                     |         |             | Buddy Werner  |
| 2010 | Tucker i Dale kontra zło (Tucker and Dale vs Evil) | T       | T           | kamerzysta    |
| 2010 | Bracia i siostry (Brothers & Sisters)              | T       |             |               |
| 2013 | Zombieland (TV)                                    | T       |             |               |
| 2017 | Male zło (Little Evil)                             | T       | T           | Derby         |